# Djaïli Amadou Amal
Djaïli Amadou Amal, née en 1975 à Maroua, est une militante féministe et femme de lettres camerounaise d'expression française.

## Biographie
Djaïli Amadou Amal naît en 1975 à Maroua, dans le département du Diamaré situé dans la région de l'Extrême-Nord du Cameroun. Son père est un juriste camerounais professeur d'arabe et sa mère est égyptienne,. Son prénom leur a été inspiré par la chanson Amal Hayati de Oum Kalthoum.
Mariée à dix-sept ans dans le cadre d'un mariage forcé, elle parvient à quitter son mari en 1998, après cinq ans de vie commune.
Dix ans plus tard, elle quitte son deuxième époux, violent, et s'installe à Yaoundé. Au moment de la rupture, celui-ci kidnappe ses deux filles par vengeance. Djaïli Amadou Amal trouve un travail grâce à son diplôme de BTS en gestion, et vend des bijoux afin de financer son projet d'écriture.

## Œuvre littéraire

### Walaande, l'art de partager un mari
Son premier roman publié s'intitule Walaande, l'art de partager un mari, et paraît en 2010. Un roman qui lui confère une renommée immédiate. La Presse camerounaise la surnomme "Voix des sans-voix". Témoignage autobiographique, il raconte l’histoire de quatre femmes vivant dans la même concession et qui ne font qu’attendre leur tour auprès de leur époux. Le prix du jury de la Fondation Prince Claus à Amsterdam permet à l'ouvrage d'être traduit en langue arabe et diffusé dans les pays du Maghreb et du Moyen-Orient.
Djaïli Amal dénonce les pesanteurs sociales liées aux traditions et aux religions. À travers l'écriture, elle dénonce les problèmes sociaux de sa région, notamment les discriminations faites aux femmes.
En 2012, au lendemain de son retour des États-Unis où elle a pris part à un programme du gouvernement américain, International Visitor Leadership Program (IVLP) axé sur la société civile et les femmes leaders aux États-Unis, elle crée l'association Femmes du Sahel soutenue par l'ambassade des États-Unis au Cameroun.

### Mistiriijo, la mangeuse d'âmes
En 2013, Djaïli Amadou Amal fait paraître un deuxième roman intitulé Mistiriijo, la mangeuse d'âmes. À la suite de cette parution, le bihebdomadaire camerounais L’Œil du Sahel, la classe en 2014 parmi les cinq femmes influentes du Nord-Cameroun.

### Munyal, les larmes de la patience
Son troisième roman, Munyal, les larmes de la patience, paraît en septembre 2017 et remporte en 2018 la sélection de l'Alliance internationale des éditeurs indépendants, récompensé par la publication sous le label de la collection Terres Solidaires pour une large diffusion et promotion dans les pays d'Afrique francophone.
En mars 2019, elle est lauréate du prix de la presse panafricaine de littérature 2019 qui lui est décerné au salon Paris Livre. Deux mois plus tard, elle est la lauréate du 1er Prix Orange du Livre en Afrique.
Pour terminer l'année 2019, le quotidien Cameroun Tribune désigne Munyal, les larmes de la patience Livre de l'année.
L'ouvrage est inscrit au programme scolaire camerounais.

### Les Impatientes
La maison d'édition française Emmanuelle Collas souhaite retravailler le texte de Munyal pour « qu'il devienne universel, qu'il puisse être lu partout dans le monde ». Il paraît le 4 septembre 2020 sous le titre Les Impatientes et fait partie de la sélection du prix Goncourt 2020. Ceci fait d'elle la première Africaine à accéder en finale du Goncourt, le deuxième écrivain de l'Afrique subsaharienne depuis le Guinéen Saïdou Bokoum en 1975 pour son roman, Chaînes et le premier écrivain à partir du continent à être présélectionné au Goncourt. Les impatientes obtient finalement le prix Goncourt des lycéens le 2 décembre 2020,, ainsi que plusieurs Choix Goncourt à l'international. Elle est également lauréate du Prix du Roman Métis des Lycéens.
Les Impatientes figure parmi les best-sellers de la rentrée littéraire 2020, se hissant au deuxième rang des romans les plus vendus derrière le Prix Goncourt, L'Anomalie d'Hervé Le Tellier. La version audio du roman, parue en avril 2021 en France, est lauréate du Prix France Culture 2022. Le 23 septembre 2022 l'ouvrage obtient le Prix des Grands D'Monts. Le roman sera traduit dans une vingtaine de langues et vendu à plus de 250 000 exemplaires en France, et paraîtra en Poche en janvier 2022. La version allemande, parue sous le titre de Die ungeduldigen Frauen, sera nommée au Prix allemand de littérature jeunesse 2023
De retour au Cameroun à la suite de l'obtention du Goncourt des Lycéens, elle est accueillie à l'aéroport et malgré l'heure tardive par les médias et une importante foule de sympathisants aux côtés du Délégué régional des Arts et de la Culture. Elle reçoit des mains du Ministre des Arts et de la Culture la lettre des félicitations du Président de la République Paul Biya, et est reçue en audience par la Première Dame Chantal Biya. Le Chef de l'État la cite en modèle pour la jeunesse camerounaise dans son traditionnel discours à la nation à l'occasion de la fête nationale du 11 février 2021.
Elle est désignée par la chaîne de télévision France 24 parmi les dix femmes qui ont marqué l'année 2020. Elle est faite Ambassadrice de l'Unicef le 9 mars 2021. À l'occasion de la Journée internationale des droits des femmes, le 8 mars 2021, le quotidien suisse Le Temps la désigne parmi les dix figures porteuses d'avenir en matière d'égalité de genres.
Le 29 novembre de la même année elle reçoit à Paris, au cours d'une cérémonie tenue au Palais Brongniart, le prix de la Femme d'influence culturelle 2021, un prix qui met en lumière des femmes de talents incarnant un modèle de réussite. Le 7 avril 2022, elle est sacrée Autrice de l'année 2021 en France lors de la cérémonie des Trophées de l’Édition tenue au théâtre de l'Odéon à Paris.

### Cœur du Sahel
Son quatrième roman paraît le 15 avril 2022 aux éditions Emmanuelle Collas,. C'est à nouveau un roman sur la condition des femmes dans le Sahel à travers la vie, non plus des « Impatientes » mais de leurs domestiques. Avec ce roman, l'autrice marque encore plus son engagement contre les injustices subies par les femmes. Le livre sera couronné de plusieurs distinctions, notamment : Lauréat de la première édition du Grand Prix Littéraire du Mont Cameroun, Prix des Lecteurs de Clamart, Prix de Gaulle, Choix Goncourt de l'été.
Dans ses ouvrages, Djaïli Amadou Amal milite contre le viol dans la société camerounaise. Dans une interview accordée à Jeune Afrique, elle déclare :
Dans Cœur du Sahel, il est question de mariage par le rapt. Suivant une tradition qui perdure dans les montagnes du Nord-Cameroun, un homme qui désire une femme peut s’arroger le droit de l’enlever pour l’épouser. Pour s’assurer que rien ne viendra entraver son projet, il la viole parfois publiquement – ce qui en fait d’emblée son épouse –, en toute impunité, au vu et au su de tout le monde, sans que nul ne songe à s’en indigner. Même l’État apparaît assez permissif : pas plus les rapts que les viols ne sont punis. Le sujet reste tabou. De la même manière, les femmes domestiques sont souvent la proie de leurs employeurs et subissent parfois le viol de différents membres de la famille, sans jamais oser porter plainte. Honteuses d’être des victimes, elles se murent dans le silence, ce qui conforte leurs bourreaux dans l’idée que violer une domestique ne prête pas à conséquence.

### Doctorathonoris causa
Le 28 novembre 2022, au cours d'une cérémonie tenue dans le Grand Amphithéâtre de la Sorbonne à Paris, Djaïli Amadou Amal est nommée docteure honoris causa de l'Université de Sorbonne Nouvelle en hommage à son parcours et pour sa contribution aux arts et aux lettres, notamment en faveur de la francophonie et de la cause des femmes.

## Vie privée
Djaïli Amadou Amal réside dans son pays, à Douala, sur la côte littorale, en compagnie de son époux, Hamadou Baba, un ingénieur et également écrivain sous le pseudonyme de Badiadji Horrétowdo,, qu'elle rencontre après la publication de son premier roman Walaande. Djaïli Amadou Amal a été mariée de force à 17 ans et battue par son deuxième mari, ce qui lui a inspiré le roman Les Impatientes publié en 2020.

## Publications
- Walaande, l'art de partager un mari, éditions Ifrikiya, Yaoundé, 2010, 134 p.  (ISBN 9956-473-35-9)[46] ;
- Mistiriijo, la mangeuse d'âmes, éditions Ifrikiya, Yaoundé, 2013  (ISBN 978-9956-473-85-4)[47] ;
- Munyal, les larmes de la patience, éditions Proximité, Yaoundé, 2017  (ISBN 978-9956-429-54-7) ;
- Retravaillé et réédité sous le titre Les Impatientes, éditions Emmanuelle Collas Paris, 2020, 252 p.  (ISBN 978-2-490155-25-5) – prix Goncourt des lycéens 2020[48] ;
- Cœur du Sahel, Paris, éditions Emmanuelle Collas, 2022, 364 p.  (ISBN 2490155490) [49].
- Le harem du roi, Paris, éditions Emmanuelle Colas, 2024, 300 p.

## Distinctions
- 2018: Officier de l'Ordre de la Valeur au Cameroun
- 2022 : Doctorat Honoris Causa de l'Université Sorbonne-Nouvelle[50]